# 游盈隆
游盈隆（1956年11月23日—），是臺灣政治学家及政治人物。現任台灣民意教育基金會董事長。他曾任台灣政治學會會長、凱達格蘭學校副校長、海峽交流基金會副董事長、民主進步黨副秘書長、新境界文教基金會副執行長、行政院研究發展考核委員會副主委、國民大會顧問、中華民國中央選舉委員會委員、東吳大學政治學系教授等職務。

## 生平
游盈隆出生於基隆市，後於花蓮中學、國立臺灣大學政治學系畢業後，考取台大政研所並取得碩士，為著名政治學者胡佛的學生，並於美國北卡羅萊納大學取得政治學博士。游盈隆回國後任教東吳大學政治系，由講師、副教授昇至教授。游盈隆經常在報刊撰寫時政評論，並且加入台灣教授協會。1994年游盈隆加入民主進步黨，1995年擔任民主進步黨中央黨部選舉對策委員會執行長。1997年，游盈隆首度接受民主進步黨徵召參選花蓮縣長，以五萬五千票敗給中國國民黨提名的候選人王慶豐；1998年，游盈隆再次接受民進黨徵召在花蓮縣參選立法委員，與脫離民進黨參選的新國家連線候選人陳永興一同落敗。
游盈隆之研究專業為投票行為，是台灣在民意調查與分析問題研究的學者，民主進步黨的民調系統即為其擘畫。2000年總統選舉，游盈隆擔任陳水扁競選總部副總幹事，是陳水扁倚重的民調分析專家之一。2000年陳水扁政府執政之後，游盈隆歷任行政院研究發展考核委員會副主任委員、民主進步黨中央黨部副秘書長，2003年與前總統府秘書長陳師孟負責創辦凱達格蘭學校並擔任副校長，2005年擔任行政院大陸委員會特任副主任委員，並兼任海峽交流基金會副董事長兼秘書長。
1997年，山水民意研究股份有限公司（山水民調）成立，游盈隆擔任首席顧問。1999年，游盈隆辭去山水民調顧問職務。
2001年，游盈隆辭去行政院研究發展考核委員會副主任委員職務，參與民主進步黨2001年花蓮縣立委初選，敗給在花蓮縣經營已久的盧博基；同年8月，游盈隆接受民進黨徵召參選花蓮縣長選舉，最後落敗。2003年8月的花蓮縣長補選，民進黨原本支持的候選人臨時退選，由於距離投票日不到兩個月，民進黨再度緊急徵召時任凱達格蘭學校副校長的游盈隆投入2003年花蓮縣縣長補選，最後落敗。
2008年後，游盈隆歷任台灣太平洋發展協會理事長、新境界文教基金會副執行長、新境界文教基金會民主憲政小組召集人。2009年9月24日，游盈隆與中央研究院歐美研究所研究員林正義、輔仁大學法學院院長陳榮隆、國際法學者李明峻等人在台北市成立台灣太平洋發展協會。
2015年3月1日，游盈隆表態願意接受民主進步黨徵召參選新北市第一選舉區區域立委，並表示早在2014年1月已經遷移戶籍到該選區。
2015年5月5日，游盈隆在Facebook抨擊，雖然自己已表態願意接受徵召，但民主進步黨選舉對策委員會（選對會）仍決定徵召前新北市議員呂子昌之女呂孫綾參選新北市第一選舉區區域立委，認為這項徵召絕非基於勝選的考量，令人質疑民進黨是否能撐過來自中國國民黨與第三勢力的猛烈攻擊，「請蔡英文主席領導的中執會千萬不要將錯就錯的接受選對會上項誤黨誤國的愚蠢決定」。2016年1月，呂孫綾成功擊敗中國國民黨的三連霸立委吳育昇，成為第9屆最年輕立委，得票數創下該選區新高。
2016年4月17日，游盈隆等人發起成立台灣民意基金會，該會是由台灣促進和平文教基金會改組而來，由游盈隆擔任創會董事長。
2017年，游盈隆擔任民間全民電視公司節目《民視台灣學堂》之「台灣民意」講師。
2018年12月12日，游盈隆宣布參選民進黨主席補選，但於2019年1月6日以得票率27.4%敗給得票率72.6%的卓榮泰。
2019年2月25日，媒體以「疑雲重重？！游盈隆之子游思遠任職柯文哲麾下」為題，批露游盈隆之子游思遠於台北市政府擔任人事主任，質疑恐影響台灣民意基金會民調產出之可信度，惟未獲相關人回應。
2019年6月23日，游盈隆以民進黨「維持現狀」、立法院廢除「公投綁大選」、蔡英文拒絕特赦陳水扁和破壞初選制度等為由宣佈退出民進黨，與民進黨分道揚鑣。

## 爭議
游盈隆於2003年參選花蓮縣長時，在辯論會上一句「花蓮縣沒政黨輪替，所以花蓮縣民主素養的程度比其他縣市差」，因而引發爭議，事後亦被同黨同志盧博基、莊枝財批評其言論導致往後民進黨在花蓮選情數年低迷；但游盈隆則反駁表示，他從來沒有說過這句話，絕對不可能，希望不要再有這種謠言。
2015年5月6日，民主進步黨新北市第一選舉區區域立委初選參選人賴秋媚向《聯合報》指控，上週她出國旅遊，4月29日返回臺灣，她的服務處員工告訴她，民進黨選對會派人送來一張「退選說明書」要求她簽名，內容提及「若黨決定徵召呂孫綾，將全力支持；若游盈隆出線，則反對到底」，她拒簽，選對會卻對外聲稱她「自願退選」。同月7日，游盈隆抨擊，這就是選對會肆無忌憚地、赤裸裸地、在光天化日下濫權護航呂孫綾的鐵證，這是一樁不折不扣的醜聞，顯示選對會已經變質淪為一小撮人掌控的權力機器，選對會召集人蘇嘉全應立即出面說明，民進黨主席蔡英文應介入調查。
2018年12月，游盈隆曾在民進黨黨主席選舉政見會宣稱「創下民進黨在花蓮最高得票紀錄」，引來同黨前花蓮縣立委盧博基不滿，盧博基認為游盈隆未留在花蓮深耕、更曾因得票每況愈下而辱罵花蓮選民，認為「游盈隆應先向花蓮人道歉，才有資格參選黨主席。」；民進黨花蓮縣議員莊枝財在2019年1月2日晚上在臉書替盧博基發文，指前民進黨主席黃信介在1992年「元帥東征」，前往花蓮參選立委，為民進黨奠定基礎，才讓游盈隆於1997年首度參選花蓮縣長時，獲得55194的高票。然而游盈隆之後數度參選，得票狀況下滑，游盈隆甚至為此辱罵花蓮選民、怪罪花蓮，讓民進黨在花蓮成為負債；盧博基於文中指出，多虧立委蕭美琴在花蓮扎根，全心經營，慢慢打消游盈隆留下的呆帳，才讓民進黨在睽違十餘年後，終於選出全縣級的公職人員。游盈隆則在同年1月9日的記者會中，接受花蓮若干民進黨大老人士提問他當年參選花蓮縣長落選後，有沒有說過「花蓮人沒有水準」這句話？游盈隆回答：「我從來沒有說過這句話，如果有，我馬上切腹，人言可畏，積非成是，從來沒有說過這句話。」。
2022年11月21日，游盈隆在臉書發文表示希望全民否決 （页面存档备份，存于）朝野共識的修憲複決，文內指出「國民年滿18歲就可以參選立法委員、六都市議員、各縣市議員、各級民意代表及村里長」，然而卻遭臺灣青年民主協會在社群駁斥 （页面存档备份，存于），依現行《公職人員選舉罷免法》所規範，縣市首長要年滿30歲、鄉鎮市長要年滿26歲、民意代表則是要年滿23歲才有被選舉權。

## 著作
- 游盈隆著，《民意與臺灣政治變遷：1990年代臺灣民意與選舉政治的解析》，月旦出版社1996年7月一版，ISBN 957-696-221-8
- 游盈隆主編，《民主鞏固或崩潰：臺灣二十一世紀的挑戰》，月旦出版社1997年10月出版，ISBN 957-696-246-3
- 游盈隆主編，《近二十年兩岸關係的發展與變遷》，海峽交流基金會2008年4月出版，ISBN 9789579498494
- 游盈隆著，《天人交戰：2012台灣總統選民的抉擇》，允晨文化2012年6月出版，ISBN 9789866274763
- 游盈隆著，《笨蛋，問題在政治！》，允晨文化2018年2月出版

## 選舉紀錄
| 年度 | 選舉屆數               | 選舉區                                 | 所屬政黨   | 得票數    | 得票率 | 當選標記 | 備註 |
| ---- | ---------------------- | -------------------------------------- | ---------- | --------- | ------ | -------- | ---- |
| 1997 | 第十三屆花蓮縣縣長選舉 | 花蓮縣                                 | 民主進步黨 | 55,194    | 43.24% |          |      |
| 1998 | 第四屆立法委員選舉     | 花蓮縣立法委員選舉區                   | 民主進步黨 | 20,970    | 19.68% |          |      |
| 2001 | 第十四屆花蓮縣縣長選舉 | 花蓮縣                                 | 民主進步黨 | 47,596    | 31.37% |          |      |
| 2003 | 第十四屆花蓮縣縣長補選 | 花蓮縣                                 | 民主進步黨 | 41,508    | 28.92% |          |      |
| 2008 | 第七屆立法委員選舉     | 全國不分區及僑居國外國民立法委員選舉區 | 民主進步黨 | 3,610,106 | 36.91% |          |      |

## 外部連結
- 游盈隆的Facebook專頁